# Fiori di Chernobyl
Fiori di Chernobyl è un singolo del rapper italiano Mr. Rain, pubblicato il 13 marzo 2020 come primo estratto dal terzo album in studio Petrichor.

## Video musicale
Il videoclip, ideato dallo stesso Mr. Rain con la regia di Enea Colombi, è stato girato il 3 marzo 2020 nella foresta del Monte Penna.
Esso rappresenta il viaggio introspettivo dell'artista alla ricerca del suo vero "io", viaggio che andrà definendosi in un cortometraggio composto assieme ai video di 9.3 e Non c'è più musica, che precederanno l'uscita del disco.

## Tracce
Testi di Mr. Rain, Eigei e Lorenzo Vizzini, musiche di Fausto Cogliati.
1. Fiori di Chernobyl – 2:55

## Classifiche

### Classifiche settimanali
| Classifica (2020) | Posizione massima |
| ----------------- | ----------------- |
| Italia            | 2                 |

### Classifiche di fine anno
| Classifica (2020) | Posizione |
| ----------------- | --------- |
| Italia            | 34        |